# Adam Kotas
Adam Kotas (ur. 3 maja 1931 w Puńcowie, zm. 8 lutego 2007 w Sosnowcu) – polski geolog, specjalista geologii złóż węgli kamiennych, a zwłaszcza stratygrafii, tektoniki oraz paleontologii karbonu.

## Życiorys
Rodzice posiadali dobrze prosperujące gospodarstwo rolne, które po wojnie zostało rozparcelowane i zniszczone. W 1949 ukończył Państwowe Gimnazjum i Liceum Koedukacyjne im. A. Osuchowskiego w Cieszynie.
Po zdaniu matury wybrał studia chemiczne na Politechnice Wrocławskiej. „Kułackie” pochodzenie uniemożliwiło mu rozpoczęcie studiów. Podjął więc pracę w Instytucie Metalurgii w Gliwicach jako laborant chemik. W 1950 prof. Marian Książkiewicz przyjął go na studia geologiczne na Uniwersytecie Jagiellońskim. Ukończył je w 1955 na Wydziale Geologiczno-Poszukiwawczym Akademii Górniczo-Hutniczej uzyskując dyplom magistra geologii za pracę z kartografii powierzchniowej okolic Puńcowa, wykonaną pod kierunkiem prof. Mariana Książkiewicza. Jeszcze na piątym roku studiów został asystentem prof. Walerego Goetla.
Po ukończeniu studiów dostał nakaz pracy w Biurze Dokumentacji Geologicznej Przemysłu Węglowego w Katowicach. Wkrótce po rozpoczęciu pracy otrzymał propozycję pracy w Albanii. Wyjechał tam na początku 1957. Był zatrudniony przy pracach kartograficznych oraz przy poszukiwaniu złóż węgla brunatnego i boksytów oraz rud żelaza i niklu.
Po powrocie do kraju w 1961 został zatrudniony w Zakładzie Złóż Węgli Kamiennych Górnośląskiej Stacji Terenowej Instytutu Geologicznego. Stacja, kierowana przez Zdzisława Dembowskiego, była właśnie przenoszona z Czeladzi do Sosnowca. W Stacji tej, zamienionej później na Oddział Górnośląski, pozostał do końca swojej pracy w Instytucie.
Jego prace dotyczyły głównie geologii Górnośląskiego Zagłębia Węglowego, a później także obszarów otaczających zagłębie. Już w pierwszych latach uczestniczył wraz z Wiesławem Malczykiem i Zdzisławem Dembowskim w pionierskim opracowaniu korelacji paralicznych utworów karbonu zagłębia. Praca oparta była na danych z setek otworów wiertniczych. Została opublikowana jako poufna i jest stosunkowo mało znana.
Następnie uczestniczył w zaprojektowaniu, nadzorze geologicznym i opracowaniu wyników dwóch głębokich wierceń: Sosnowiec IG-1 i Goczałkowice IG-1, do dzisiaj podstawowych dla znajomości podłoża węglonośnych utworów karbonu w zagłębiu. Projekty tych otworów oparte były na mapie geologicznej Górnośląskiego Zagłębia Węglowego, opracowanej przez A. Kotasa, także nigdy nie opublikowanej. Opierając się na tej mapie, przygotował on Projekt badań głębokich poziomów karbonu produktywnego GZW, na podstawie którego odwiercono około 20 głębokich otworów wiertniczych, których wyniki dały podstawę do nowej oceny potencjału złożowego zagłębia.
W 1977, zaproszony przez Macieja Podemskiego, wyjechał na trzyletni kontrakt do Zambii, do Mineral Exploration Department, Zambia Industrial and Mining Corporation Limited (ZIMCO Ltd) w Lusace. Podczas pobytu dokumentował złoże węgla kamiennego w dolinie Zambezi, poszukiwał i rozpoznawał wystąpienia szmaragdów w Prowincji Copperbelt i poszukiwał rud molibdenu w Prowincji Wschodniej. Kontrakt w Zambii zakończył w 1980 i powrócił do Oddziału Górnośląskiego IG.
W tym samym roku przystąpił do NSZZ „Solidarność” i pełnił w nim funkcję wiceprzewodniczącego komórki związku Oddziału Górnośląskiego IG. W późniejszym okresie przez dwie kadencje był członkiem Rady Naukowej Państwowego Instytutu Geologicznego, został kierownikiem Zakładu Złóż Węgli Kamiennych oraz zastępcą kierownika Oddziału Górnośląskiego PIG. Był także koordynatorem badań geologicznych i poszukiwań złóż rud metali nieżelaznych na północno-wschodnim obrzeżeniu GZW. W 1989 zajął się problemem występowania metanu w pokładach węgla w Polsce dla potrzeb koncesji badawczych i wydobywczych.
Uczestniczył w licznych krajowych konferencjach i sympozjach, a także w kongresach i seminariach zagranicznych (Madryt, Moskwa, Tbilisi, Indie, Tallinn, Jugosławia i Waszyngton). Brał też udział w pracach Komisji Węglowej RWPG.
W 1991, w wieku 60 lat, przeszedł na wcześniejszą emeryturę. Założył firmę konsultingową, wykonując w latach 1991–1998 prace dla firm amerykańskich (m.in. Amoco i Texaco) zajmujących się w Polsce problemami wydobywania metanu z pokładów węgla oraz budowy podziemnych magazynów gazu. Uczestniczył także w przygotowywaniu XIII Międzynarodowego Kongresu Karbonu i Permu w Krakowie (1995).
W 1998 zakończył działalność zawodową, chociaż brał jeszcze udział w krajowych i zagranicznych konferencjach naukowych, m.in. w 4 Europejskiej Konferencji Węglowej w Ustroniu w 2000, oraz w XV Międzynarodowym Kongresie Stratygrafii Karbonu i Permu w Utrechcie w 2003. Prezentował wówczas swój dorobek z zakresu dojrzałości termicznej osadów karbońskich oraz modelowania basenów sedymentacyjnych.

## Publikacje
Dorobek Adama Kotasa liczy kilkadziesiąt publikacji, w tym monografii i atlasów geologicznych, oraz ponad sto opracowań archiwalnych.

## Odznaczenia
Przyznano mu wiele odznaczeń instytutowych i branżowych oraz odznaczenie państwowe: Srebrny Krzyż Zasługi.